# Puccinia hikawaensis
Puccinia hikawaensis ist eine Ständerpilzart aus der Ordnung der Rostpilze (Pucciniales). Der Pilz ist ein Endoparasit von Sasamorpha kesuzu. Symptome des Befalls durch die Art sind Rostflecken und Pusteln auf den Blattoberflächen der Wirtspflanzen. Sie ist ein Endemit Japans.

## Merkmale

### Makroskopische Merkmale
Puccinia hikawaensis ist mit bloßem Auge nur anhand der auf der Oberfläche des Wirtes hervortretenden Sporenlager zu erkennen. Sie wachsen in Nestern, die als gelbliche bis braune Flecken und Pusteln auf den Blattoberflächen erscheinen.

### Mikroskopische Merkmale
Das Myzel von Puccinia hikawaensis wächst wie bei allen Puccinia-Arten interzellulär und bildet Saugfäden, die in das Speichergewebe des Wirtes wachsen. Aecien oder Spermogonien der Art sind nicht bekannt. Die dunkelbraunen Uredien des Pilzes wachsen unterseitig auf den Blattoberflächen der Wirtspflanze. Ihre fast haselnussbraunen  Uredosporen sind breit eiförmig, 32–38 × 28–32 µm groß und fein stachelwarzig. Die unterseitig wachsenden Telien der Art sind zimtbraun, früh offenliegend und kompakt. Die gelblichen bis goldbraunen Teliosporen sind zweizellig, in der Regel schmal eiförmig bis subfusiform und 52–70 × 16–24 µm groß; ihre Stiele sind hyalin und bis zu 200 µm lang.

## Verbreitung
Das bekannte Verbreitungsgebiet von Puccinia hikawaensis umfasst lediglich Japan.

## Ökologie
Die Wirtspflanze von Puccinia hikawaensis ist Sasamorpha kesuzu. Der Pilz ernährt sich von den im Speichergewebe der Pflanzen vorhandenen Nährstoffen, seine Sporenlager brechen später durch die Blattoberfläche und setzen Sporen frei. Die Art verfügt über einen Entwicklungszyklus, von dem bislang lediglich Telien sowie deren Wirt bekannt sind; Uredien, Spermogonien und Aecien konnten dem Pilz nicht zugeordnet werden.